# Sorcha Cusack
Pour les articles homonymes, voir Cusack.
Sorcha Cusack est une actrice irlandaise née le 9 avril 1949 à Dublin (Irlande).

## Biographie
Elle est surtout connue pour son rôle de Jane dans Jane Eyre avec Michael Jayston en 1973, ensuite on la voit dans plusieurs séries télévisées comme Inspecteur Morse (1992) The Bill (1994) ou encore Casualty (1994-1997). Au cinéma, elle a joué dans Angel ou Snatch, elle joue dans ce film la mère de Brad Pitt.

## Filmographie
- 1973 : Jane Eyre (feuilleton TV) : Jane Eyre
- 1974 : Napoleon and Love (feuilleton TV) : Hortense
- 1978 : A Hitch in Time : Miss Campbell
- 1980 : The Square Leopard (série télévisée) : Nesta Wright
- 1982 : Angel de Neil Jordan : Mary
- 1986 : Hold the Dream (en) (TV) : Bridget O'Donnell
- 1990 : August Saturday (TV)
- 1991 : The Real Charlotte (feuilleton TV) : Lucy Lambert
- 1992 : Inspecteur Morse (série télévisée) : Joyce Garrett (1 épisode)
- 1993 : Hercule Poirot (série télévisée, saison 5, épisode 8 : Vol de bijoux à l'Hôtel Métropole) : Margaret Opalsen
- 1994 : Brigade volante (série télévisée) : Madame Beatty (1 épisode)
- 1994-1997 : Casualty (série télévisée) : Kate Wilson (65 épisodes)
- 1998 : Tout seul en Hiver : La mère de Petit Bec
- 1999 : Plastic Man (TV) : Erin MacConnell
- 1999 : Eureka Street (en) (feuilleton TV) : Caroline
- 2000 : Snatch (Snatch) : Mrs. O'Neil
- 2000 : One of the Hollywood Ten : Mrs. McGuire
- 2001 : Do Armed Robbers Have Love Affairs?
- 2003-2011 : Affaires non classées (série télévisée) : Denise Morris / Miranda Silverlake (3 épisodes)
- 2004 : The Inspector Lynley Mysteries: In Pursuit of the Proper Sinner (TV) : Nan Maiden
- 2004 : Tame : Mum
- 2006 : Rabbit Fever : Ally's mum
- 2006 : Inspecteurs associés (série télévisée) : Kath Heaton (2 épisodes)
- 2008 : Coronation Street (série télévisée) : Helen Connor (19 épisodes)
- 2011 : Inspecteur Lewis (série télévisée) : Professeur Joanna Pinnock (1 épisode)
- 2012 : Merlin : Finna (Saison 5)
- 2018 - 2022 : A Discovery of Witches : Marthe